# Måns Rosén
För Roséns sonsons son med samma namn, se Måns Rosén (född 1949).

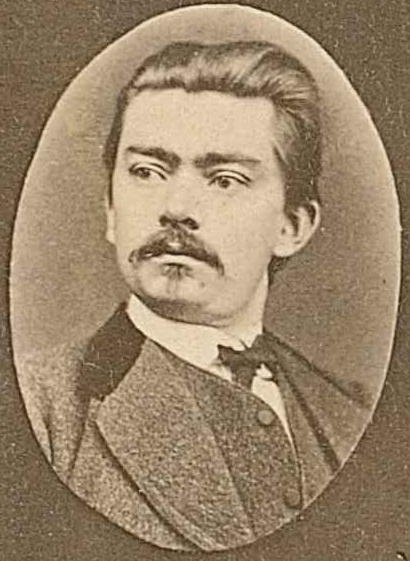
Måns Rosén i yngre dagar.

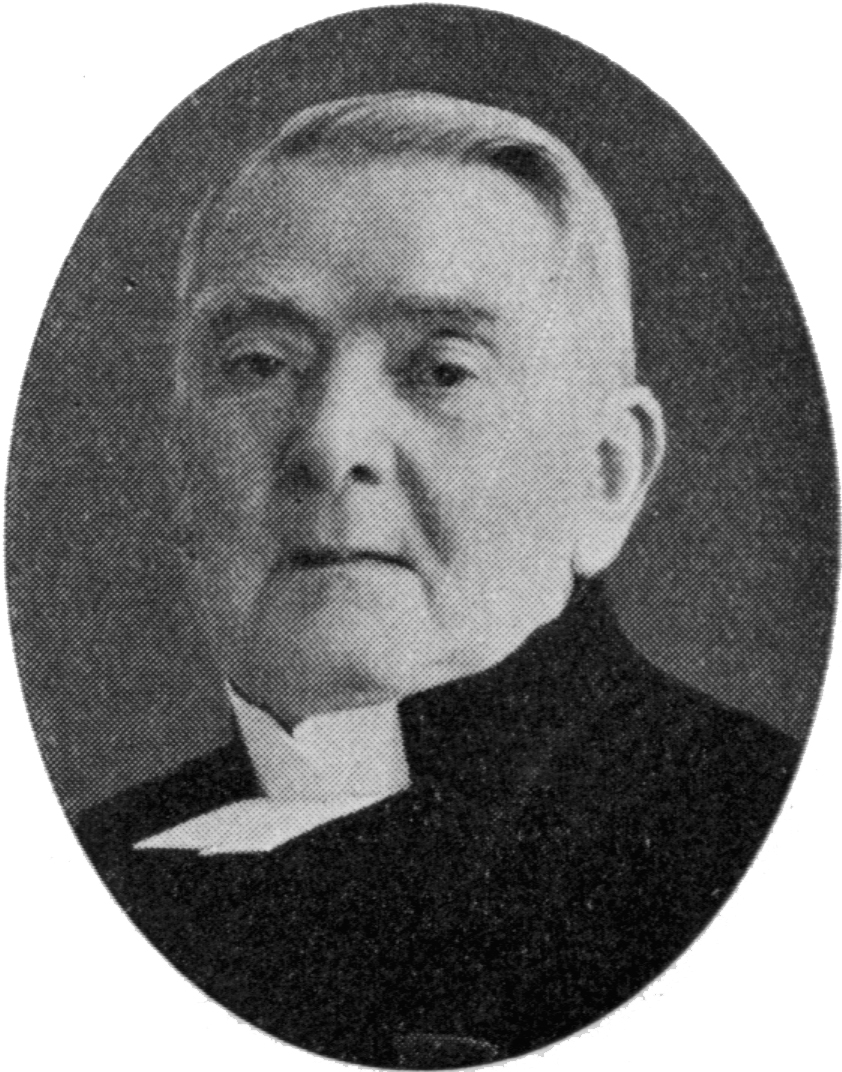
Måns Rosén på äldre dagar.

Måns Nilsson Rosén (ursprungligen endast Måns Nilsson), född den 31 mars 1847 i Reslöv, död den 18 mars 1938 i Kristianstad, var en svensk präst, lärare och dialektupptecknare.
Måns Nilsson föddes i ett välbärgat bondehem; föräldrarna hette Nils Månsson och Hanna Persdotter. Efter mogenhetsexamen vid Katedralskolan i Lund i maj 1868 inskrevs sonen hösten samma år vid Lunds universitet. Här ägnade han först åtta år åt studier i en lång rad humanistiska ämnen (främst moderna språk), vilket resulterade i en filosofie kandidatexamen 1876. Han föreslogs av sin lärare Emanuel Olde, professor i nyeuropeisk lingvistik och modern litteratur, att disputera i detta ämne, men valde i stället att övergå till studier i teologi där han avlade teoretisk teologexamen 1879 och praktisk dito 1881. Sistnämnda år prästvigdes han även.
Under sina många studieår var Rosén – i kamratkretsen känd som "Mossrosen" – en ivrigt aktiv och populär person i studentlivet, däribland inom studentsångarna, Skånska nationen och i Akademiska Föreningen där han bland annat var förman för sociala utskottet 1874–1875. I det studentikosa Sällskapet CC inträdde han redan 1869, var dess cancellimästare 1872–1874 och stormästare 1874–1879. Han var även ledamot i kommittén för Lundakarnevalen 1872.
Trots prästvigningen trädde Rosén, bortsett från några kortvariga tjänster som hjälppräst och pastorsadjunkt, inte direkt i kyrkans tjänst utan verkade först huvudsakligen som lärare. Redan parallellt med studierna hade han innehaft diverse lärarvikariat som lektor i bland annat Västerås (1876), Halmstad (1877), Malmö (1880) och Kristianstad (samma år). En mer stadigvarande anställning fick han vid högre allmänna läroverket i Helsingborg där han var adjunkt 1881–1904 (samt vikarierande lektor 1883–1888). Han undervisade främst i kristendom och franska men även i andra språk. En av Roséns elever från denna tid, Ivar P:son Henning, har i sina memoarer givit följande bild av honom i klassrummet:
I L V tillkom ett nytt ämne, franska, i vilket adjunkten och regementspastorn Måns Rosén undervisade. Vi hade honom även i kristendom. Måns var slätrakad och med uppstruket vackert mörkt hår, en jovialisk man med glimten i ögat. Han såg bra ut. [- - -] Innan han började höra upp, brukade han gå runt klassrummet halva timmen, för att vi skulle hinna läsa över. Vi sa då: "Nu går Måns och memorerar sin predikan".
Som framgår av citatet kom Roséns att parallellt med sin lärartjänst även inleda den prästerliga banan. Denna skedde då han 1886 utnämndes till regementspastor vid Skånska husarregementet. 1903 erhöll han posten som kyrkoherde i Nosaby församling, vilken han tillträdde året därpå och innehade till sin pensionering 1924. Som präst beskrivs Rosén i Lunds stifts herdaminne såsom välvillig och obyråkratisk, "en värdig liturg" och "en av de sista lärda humanisterna i församlingstjänst".
Utöver sina båda yrkesbanor var Rosén även en entusiastisk insamlare av dialektuppteckningar, särskilt under studietiden samt under sina emeritusår, och han överlämnade mer än 15.000 sådana uppteckningar till Landsmålsarkivet i Lund.
Rosén hedrades med att bli ledamot av Vasaorden 1901 och hedersledamot i Helsingkrona nation 1903. Han var även aktiv frimurare. Han var från 1881 gift med Hilda Lindström (1854–1922) och hade med henne fyra söner, bland dem zoologen Nils Rosén, och en dotter. Makarna Rosén är begravda på Nosaby kyrkogård.